# Landkrimi
Unter der Bezeichnung Landkrimi, teilweise auch in der Schreibweise LandKrimi, produziert der Österreichische Rundfunk seit 2012 eine Fernsehfilmreihe, die abwechselnd in jeweils einem der neun Bundesländer Österreichs sowie in Südtirol mit unterschiedlichen Schauspielern und Regisseuren gedreht wird.

## Hintergrund
Neben dem Kriminalfall sind essentieller Bestandteil der häufig humoristisch geprägten Handlung die landestypischen Eigenheiten wie Sprache und Sitten. Die Authentizität der Dialekte ist dabei jedoch nicht immer gegeben.
In Anlehnung an die Landkrimis produziert der ORF seit 2016 die Fernsehfilmreihe Stadtkomödie.

## Episoden
Die Reihenfolge der Entstehung entspricht nicht der der Ausstrahlung.
Die im Jahr 2016 neu erschienenen Filme Sommernachtsmord, Drachenjungfrau, Endabrechnung und Höhenstraße wurden bereits vor der Erstausstrahlung auf der österreichischen Video-on-Demand-Plattform Flimmit am 4. November veröffentlicht.
| Folge | Land Folge | Titel                                   | Erstausstrahlung                                                       | Drehbuch                                                                                 | Regie                                | Hauptdarsteller | Kurzbeschreibung | Zuseher EA in Tausend |
| ----- | ---------- | --------------------------------------- | ---------------------------------------------------------------------- | ---------------------------------------------------------------------------------------- | ------------------------------------ | --- | --- | --------------------- |
| 1     | NÖ (1)     | Die Frau mit einem Schuh                | 18. Dezember 2014                                                      | Michael Glawogger                                                                        | Michael Glawogger                    | Nina Proll, Karl Fischer, Edita Malovcic, Johannes Krisch, Robert Palfrader | Stück für Stück finden sich in einer Einfamilienhaus-Siedlung am Stadtrand von Wiener Neustadt die Teile des Mordopfers. | 711                   |
| 2     | ST (1)     | Steirerblut                             | 20. Dezember 2014                                                      | Susanne Freund, Wolfgang Murnberger nach dem Roman von Claudia Rossbacher                | Wolfgang Murnberger                  | Miriam Stein, Hary Prinz, Thomas Stipsits, August Schmölzer, Aglaia Szyszkowitz, Robert Stadlober | Ein brutaler Mord in Eisenerz wird von der Ortsbevölkerung sehr gelassen aufgenommen. | 638                   |
| 3     | V (1)      | Alles Fleisch ist Gras                  | 27. Dezember 2014                                                      | Agnes Pluch, Romanvorlage: Christian Mähr                                                | Reinhold Bilgeri                     | Wolfgang Böck, Tobias Moretti, Petra Morzé, Harald Schrott, Sabine Waibel, Anna Unterberger | Ein Kommissar bildet eine Geheimorganisation, die unliebsame Personen ermordet und in der Abwasserreinigungsanlage Dornbirn-Schwarzach entsorgt. | 778                   |
| 4     | OÖ (1)     | Der Tote am Teich                       | 3. Dezember 2015                                                       | Susanne Freund                                                                           | Nikolaus Leytner                     | Maria Hofstätter, Josef Hader, Miriam Fussenegger, Erni Mangold, Martina Spitzer, Karola Niederhuber | In Oberwindhaag wird das Gift des Wunderbaumes dem außerehelichen Sohn eines verstorbenen Bewohners zum Verhängnis, der dann auch noch erschlagen auf dem Eislaufplatz des Dorfes gefunden wird.                                                        | 840                   |
| 5     | B (1)      | Kreuz des Südens                        | 10. Dezember 2015                                                      | Barbara Eder, Ivo Schneider                                                              | Barbara Eder                         | Andreas Lust, Franziska Weisz, Maria Urban, Lukas Resetarits, Michael Fuith, Barbara Horvath, Alexander Jagsch, Michael Wallner, Max Mayer                                                                    | Ein ganzer Ort deckt verbrecherische Vorgänge, die besonders an Menschen verübt werden, die jung den kleinen burgenländischen Ort verließen und sich im Alter ihrer Wurzeln zurückbesinnen.                                                             | 653                   |
| 6     | K (1)      | Wenn du wüsstest, wie schön es hier ist | 17. Dezember 2015                                                      | Stefan Hafner, Thomas Weingartner                                                        | Andreas Prochaska                    | Gerhard Liebmann, Simon Hatzl, Ines Honsel, Fritz Egger, Susanne Kubelka, Branko Samarovski | Die Tochter des Landtagsabgeordneten wird im Schaubergwerk tot aufgefunden. Die Bewohner des Landesjugendheimes werden verdächtigt. | 716                   |
| 7     | T (1)      | Sommernachtsmord                        | 8. Dezember 2016                                                       | Felix Mitterer                                                                           | Harald Sicheritz                     | Gregor Bloéb, Julia Gschnitzer, Peter Mitterrutzner, Martin Leutgeb, Franziska Petri, Clemens Schick, Katharina Straßer, Roland Silbernagl, Gerti Drassl                                                      | Im Tiroler Hochgebirge liegt eine aufgebahrte junge Frau. Als der Polizeihubschrauber eintrifft, ist nicht nur der Mörder, sondern auch die Leiche spurlos verschwunden.                                                                                | 685                   |
| 8     | S (1)      | Drachenjungfrau                         | 15. Dezember 2016                                                      | Nikolaus Leytner, Stefan Hafner, Thomas Weingartner nach dem Roman von Manfred Baumann   | Catalina Molina                      | Manuel Rubey, Stefanie Reinsperger, Patricia Aulitzky, Harald Krassnitzer, Gerhard Greiner | Die junge Laura, die gerade erst eine Misswahl gewonnen hatte, wird am Fuße eines Wasserfalls gefunden, die Spuren deuten auf einen Mord hin. | 589                   |
| 9     | T/S (1)    | Endabrechnung                           | 22. Dezember 2016                                                      | Peter Probst                                                                             | Umut Dağ                             | Robert Palfrader, Harald Windisch, Tobias Moretti, Kristina Sprenger, Claudia Kottal | Ein Freund des Commissarios geht auf Rachefeldzug für sein gescheitertes Hotelprojekt. | 724                   |
| 10    | W (1)      | Höhenstraße                             | 29. Dezember 2016                                                      | David Schalko                                                                            | David Schalko                        | Nicholas Ofczarek, Raimund Wallisch, Doris Schretzmayer, Klaus Rott, Inge Maux, Franziska Hackl, Martin Müller, Wilhelm Iben                                                                                  | Zwei falsche Polizisten kassieren auf der Höhenstraße Autofahrer ab. Doch dann werden sie zu Erpressern. | 673                   |
| 11    | ST (2)     | Steirerkind                             | 20. Jänner 2018                                                        | Wolfgang Murnberger, Maria Murnberger, Agnes Pluch nach dem Roman von Claudia Rossbacher | Wolfgang Murnberger                  | Miriam Stein, Hary Prinz, David Rott, Christopher Schärf, Ferdinand Seebacher, Rainer Wöss | Kurz vor Beginn des Schladminger Nightrace auf der Planai wird der Cheftrainer des österreichischen Herrenskiteams vermisst. | 863                   |
| 12    | B (2)      | Grenzland                               | 15. März 2018 (Erstaufführung) 15. Jänner 2019 (Erstausstrahlung)      | Konstanze Breitebner, Marvin Kren                                                        | Marvin Kren                          | Brigitte Kren, Christoph Krutzler, Wolfram Berger, Martin Weinek, Hassan Akkouch, Sophie Stockinger, Magdalena Kronschläger                                                                                   | Ein Asylwerber hat im südlichen Burgenland eine junge Frau ermordet. Der Mann hatte ein Motiv. Nun ist er flüchtig. Eine Bürgerwehr formiert sich. | 788                   |
| 13    | OÖ (2)     | Der Tote im See                         | 2. Juni 2018 (Erstaufführung) 19. Dezember 2018 (Erstausstrahlung)     | Nikolaus Leytner                                                                         | Nikolaus Leytner, Anton Maria Aigner | Maria Hofstätter, Josef Hader, Miriam Fussenegger, Erni Mangold, Fritz Karl, Karola Niederhuber | In einem Stausee wird ein erschossener Mann gefunden. Alles sieht nach einem Selbstmord aus. | 747                   |
| 14    | W (2)      | Achterbahn                              | 12. Dezember 2018                                                      | Rupert Henning                                                                           | Wolfgang Murnberger                  | Tobias Moretti, Stefan Pohl, Christopher Schärf, Anna Unterberger, Sandro Eder, Wolf Bachofner, Barbara Gassner                                                                                               | Ein korrupter Kriminalbeamter arbeitet mit einem Wiener Unterweltboss zusammen. Auch der Polizeipräsident ist dabei. Doch dann erhält der Polizist Besuch von seinem 12-jährigen Sohn.                                                                  | 655                   |
| 15    | S (2)      | Das dunkle Paradies                     | 21. März 2019 (Erstaufführung) 10. Dezember 2019 (Erstausstrahlung)    | Sarah Wassermair                                                                         | Catalina Molina                      | Manuel Rubey, Stefanie Reinsperger, Gerhard Greiner, Wolfgang Rauh, Andrea Wenzl, Michael Menzel, Ulrike Beimpold                                                                                             | In Zell am See wird am Ufer des Zeller Sees die Leiche eines Callgirls gefunden. Der erste Verdacht fällt auf Roland Teichtner, einen früheren Junkie.                                                                                                  | 657                   |
| 16    | ST (3)     | Steirerkreuz                            | 3. Dezember 2019                                                       | Wolfgang Murnberger, Maria Murnberger nach dem Roman von Claudia Rossbacher              | Wolfgang Murnberger                  | Miriam Stein, Hary Prinz, Holger Schober, Eva Herzig, Gisela Schneeberger, Daniel Keberle, Julian Weigend | Der Unternehmer Walter Fürst liegt tot im eigenen Bett – mit Würgemalen am Hals. Seine Familie, allen voran die strenge Matriarchin Pauline Fürst, verbittet sich allzu direkte Fragen.                                                                 | 768                   |
| 17    | V (2)      | Das letzte Problem                      | 13. Dezember 2019 (DVD-Veröffentlichung) 7. Jänner 2020                | Daniel Kehlmann                                                                          | Karl Markovics                       | Karl Markovics, Stefan Pohl, Maria Fliri, Max Moor, Sunnyi Melles, Julia Koch, Laura Bilgeri | In einem eingeschneiten Luxushotel kann niemand hinein oder hinaus. Eine Leiche in einem von innen verschlossenem Zimmer. Die Hoteldirektorin möchte die Sache vertuschen. Unter den Gästen befindet sich ein Kommissar, zumindest behauptet er das.    | 788                   |
| 18    | ST (4)     | Steirerwut                              | 17. Oktober 2020 (Flimmit) 24. Oktober 2020 (ORF)                      | Wolfgang Murnberger, Maria Murnberger nach Figuren von Claudia Rossbacher                | Wolfgang Murnberger                  | Miriam Stein, Hary Prinz, Eva Herzig, Johannes Nussbaum, Brigitte Hobmeier, Christoph Luser, Branko Samarovski, Peter Windhofer                                                                               | Ein Bauer hängt in der Scheune am Strick. Schnell ist klar, dass es kein Selbstmord war. Der Bauer war ein Quergeist und hatte in der Ortschaft viele Feinde.                                                                                           | 876                   |
| 19    | K (2)      | Waidmannsdank                           | 30. Oktober 2020 (Erstaufführung) 15. Dezember 2020 (Erstausstrahlung) | Pia Hierzegger                                                                           | Daniel Prochaska                     | Jutta Fastian, Pia Hierzegger, Robert Stadlober, Helmut Bohatsch, Johannes Flaschberger, Peter Raffalt, Karolina Lodyga                                                                                       | Ein Jäger, Bewohner eines kleinen Dorfs, stürzt vom Hochsitz, was zunächst nach einem Unfall aussieht. Dann stellt sich allerdings heraus, dass zuvor eine der Leitersprossen manipuliert worden ist.                                                   | 902                   |
| 20    | T (2)      | Das Mädchen aus dem Bergsee             | 8. Dezember 2020                                                       | Eva Testor                                                                               | Mirjam Unger                         | Patricia Aulitzky, Dominik Raneburger, Antonia Moretti, Harald Windisch, Laila Alina Reischer, Fritz Egger, Fabian Schiffkorn, Anna Thalbach, Maresi Riegner                                                  | Aus einem Tiroler Bergsee wird die Leiche einer Prostituierten geborgen. Der vermeintliche Suizid entpuppt sich als Mord. | 882                   |
| 21    | S (3)      | Flammenmädchen                          | 10. Juni 2021 (Erstaufführung) 21. Dezember 2021 (Erstausstrahlung)    | Sarah Wassermair                                                                         | Catalina Molina                      | Manuel Rubey, Stefanie Reinsperger, Annika Wonner, Nils Arztmann, Simon Schwarz, Bettina Ratschew, Christine Ostermayer, Christina Trefny, Peter Strauß, Thomas Mraz, Gerhard Greiner, Stan Steinbichler      | Über Monate gibt es mehrere Brandanschläge. Bei einem wird in den Trümmern eine Brandleiche entdeckt. Kommissar Merana und Postenkommandantin Heilmayr ermitteln.                                                                                       | 814                   |
| 22    | ST (5)     | Steirertod                              | 2. Oktober 2021                                                        | Wolfgang Murnberger, Maria Murnberger nach Figuren von Claudia Rossbacher                | Wolfgang Murnberger                  | Miriam Stein (letzte Folge), Hary Prinz, Eva Herzig, Lara Mandoki, Anna Unterberger (erste Folge), Wolfgang Rauh, Bettina Mittendorfer, Johannes Nussbaum, Johannes Seilern, Kristina Bangert, Andreas Ortner | | 685                   |
| 23    | ST (6)     | Steirerrausch                           | 23. Oktober 2021                                                       | Wolfgang Murnberger, Maria Murnberger nach dem Roman von Claudia Rossbacher              | Wolfgang Murnberger                  | Anna Unterberger, Hary Prinz, Dominik Maringer, Christoph Krutzler, Adele Neuhauser, Eisi Gulp | | 733                   |
| 24    | NÖ (2)     | Vier                                    | 4. November 2021 (Erstaufführung) 18. Jänner 2022 (Erstausstrahlung)   | Marie Kreutzer                                                                           | Marie Kreutzer                       | Julia Franz Richter, Regina Fritsch, Laurence Rupp, Oliver Rosskopf, Susanne Michel, Rainer Doppler, Manuel Rubey                                                                                             | | 833                   |
| 25    | NÖ (3)     | Der Schutzengel                         | 10. April 2022 (Erstaufführung)31. Jänner 2023 (Erstausstrahlung)      | Götz Spielmann                                                                           | Götz Spielmann                       | Fritz Karl, Michael Steinocher, Oliver Rosskopf, Michael Rotschopf, Nicole Heesters, Susi Stach | | 864                   |
| 26    | K (3)      | Immerstill                              | 17. Jänner 2023                                                        | Wolf Jakoby und Eva Spreitzhofer nach dem Roman von Roman Klementovic                    | Eva Spreitzhofer                     | Christina Cervenka, Michael Glantschnig, Dominik Warta, Julia Cencig, Michael Weger, Caroline Frank, Gregor Seberg und Fritz Egger                                                                            | Im (imaginären) Ort Immerstill verschwinden mehrere Frauen, Polizei und die meisten Bewohner kümmert das wenig, bis die Schwester einer der Vermissten aus Wien anreist, nicht locker lässt und bei der folgenden Suchaktion eine Leiche gefunden wird. | 804                   |
| 27    | OÖ (3)     | Zu neuen Ufern                          | 20. Juli 2022                                                          | Nikolaus Leytner, Anton Maria Aigner                                                     | Nikolaus Leytner                     | Maria Hofstätter, Miriam Fussenegger, Leonard Stirsky Hädler, Karl Fischer, Regina Fritsch, Martin Pechlat, Robert Miklus, Marlene Hauser, Günter Tolar, Doris Hindinger, Günther Lainer                      | |                       |
| 28    | ST (7)     | Steirerstern                            | 20. September 2022                                                     | Maria Murnberger, Wolfgang Murnberger                                                    | Wolfgang Murnberger                  | Hary Prinz, Anna Unterberger, Bettina Mittendorfer, Christoph Kohlbacher, Emily Cox, Anna F., Daniel Langbein, Stefan Gorski, Ferry Öllinger                                                                  | | 715                   |
| 29    | ST (8)     | Steirergeld                             | 30. Juli 2022 (Erstaufführung) 8. Dezember 2022 (Erstausstrahlung)     | Maria Murnberger, Wolfgang Murnberger, Figuren von Claudia Rossbacher                    | Wolfgang Murnberger                  | Hary Prinz, Anna Unterberger, Bettina Mittendorfer, Christoph Kohlbacher, Michael Menzel, Gottfried Breitfuß, Fanny Stavjanik, Simone Fuith, Marcel Mohab, Reinhard Nowak                                     | |                       |
| 30    | V (3)      | Das Schweigen der Esel                  | 15. März 2023 (Erstaufführung) 9. Jänner 2024 (Erstausstrahlung)       | Karl Markovics                                                                           | Karl Markovics                       | Karl Markovics, Julia Koch, Gerhard Liebmann, Valentin Sottopietra, Klaus Windisch, Tobias Fend, Julian Sark, Caroline Frank, Stefan Pohl                                                                     | |                       |
| 31    | S (4)      | Dunkle Wasser                           | 23. März 2023 (Erstaufführung) 30. Jänner 2024 (Erstausstrahlung)      | Ralph Werner                                                                             | Arash T. Riahi, Arman T. Riahi       | Christoph Luser, Salka Weber, Fritz Karl, Erwin Steinhauer, Anna Tenta, Marie Faistauer, Emilia Leytner, Nikolaus Lessky, Peter Mitterrutzner, Susanne Michel, Thomas Mraz                                    | |                       |
| 32    | T (3)      | Der Tote in der Schlucht                | 26. März 2023                                                          | Eva Testor                                                                               | Mirjam Unger                         | Patricia Aulitzky, Dominik Raneburger, Bernhard Schir, Gerti Drassl, Harald Windisch, Barbara Romaner, Antonia Moretti, Josephine Bloéb                                                                       | |                       |
| 33    | ST (9)     | Steirerangst (AT: Steirerglück)         | 18. April 2023                                                         | Wolfgang Murnberger                                                                      | Peter von Haller                     | Hary Prinz, Anna Unterberger, Bettina Mittendorfer, Christoph Kohlbacher, Elena Uhlig, Fritz Karl, David Wendefilm, Katharina Sporrer, Lisa-Maria Sexl, Rok Vihar                                             | |                       |
| 34    | ST (10)    | Steirerschuld (AT: Steirerkunst)        | 19. September 2023                                                     | Wolfgang Murnberger                                                                      | Peter von Haller                     | | |                       |
| 35    | K (4)      | Bis in die Seele ist mir kalt           | 20. März 2024                                                          | Pia Hierzegger                                                                           | Daniel Prochaska                     | Jutta Fastian, Pia Hierzegger, Clemens Berndorff, Alicia von Rittberg, Fritz Karl, Linde Prelog | |                       |
| 36    | ST (11)    | Steirergift (AT: Steirerlist)           | 26. November 2024                                                      | Wolfgang Murnberger                                                                      | Wolfgang Murnberger                  | Hary Prinz, Anna Unterberger, Julia Koschitz | | 827                   |
| 37    | ST (12)    | Steirermord                             | 10. Dezember 2024                                                      | Wolfgang Murnberger                                                                      |                                      | Hary Prinz, Anna Unterberger, Tobias Moretti | |                       |
| 38    | T(4)       | Schnee von gestern                      |                                                                        | Ivo Schneider                                                                            | David Wagner                         | Simon Morzé, Marlene Hauser, Michael Rotschopf, Fanny Krausz, Gerhard Liebmann, Kristina Sprenger, Johanna Orsini                                                                                             | |                       |
| 39    | NÖ (4)     | Acht                                    |                                                                        | Marie Kreutzer                                                                           | Marie Kreutzer                       | Regina Fritsch, Thomas Prenn, Verena Altenberger, Stefan Pohl, Hilde Dalik, Juergen Maurer, Zeynep Buyraç | |                       |
| 40    | ST (13)    | Steirerwahn                             |                                                                        |                                                                                          |                                      | | |                       |
| 41    | ST (14)    | Steirerstich                            |                                                                        |                                                                                          |                                      | | |                       |
| 42    | T          | Tod in Tirol                            |                                                                        |                                                                                          | Miriam Unger                         | Patricia Aulitzky, Dominik Raneburger, Harald Windisch, Golo Euler, Lukas Spisser, Tommy Fischnaller-Wachtler, Noah L. Perktold, Katja Lechthaler, Maximilian Kindler, Riccardo Angelini und Lovelyn Menner   | |                       |
| 43    | K          | Die Kuh, die weint                      |                                                                        |                                                                                          | Andreas Prochaska                    | Pia Hierzegger, Jutta Fastian, Clemens Berndorff, Gerhard Liebmann, Julian Looman, Agnes Hausmann, Julian Waldner, Amelie Dölzlmüller, Eli Riccardi und Gerda Drabek                                          | |                       |